# Anna Croneman
Anna Maria Therese Croneman, tidigare Eriksson och Eriksson Johansson, född 15 april 1968 i Ånge kyrkobokföringsdistrikt, Västernorrlands län, är en svensk film- och TV-producent.

## Biografi
Croneman har bland annat producerat TV-drama som Kronprinsessan, Drottningoffret och Coacherna. Hon har även producerat långfilm och samproducerat filmer med regissörer som Sara Johnsen, Ole Christian Madsen, Michael Winterbottom och Radu Muntean. 
År 2015 startade hon tillsammans med Charlotta Denward och Anna Anthony produktionsbolaget AVANTI FILM.
I februari 2017 blev Anna Croneman ny programchef för drama och film på SVT. Från och med april 2024 är hon vd för Svenska Filminstitutet.
Hon har varit gift med journalisten Johan Croneman.
År 2025 utsågs Croneman till jurymedlem vid den 31:a Sarajevo filmfestivalen för Sarajevo filmfestivals specialpris för främjande av jämställdhet.

## Produktioner i urval
- 1998 – Veranda för en tenor
- 1998 – Aligermaas äventyr - i vildhästarnas dal
- 1999 – Straydogs
- 2001 – Familjehemligheter
- 2002 – Livet i 8 bitar
- 2003 – Kontorstid
- 2006 – Kronprinsessan (TV-serie)
- 2008 – Kungamordet (TV-serie)
- 2009 – I skuggan av värmen
- 2010 – Drottningoffret (TV-serie)
- 2010 – Flera liv
- 2010 – The Killer Inside Me
- 2011 – Trishna
- 2011 – Babycall
- 2012 – Coacherna (TV-serie)
- 2013 – Faro
- 2013 – I lodjurets timma
- 2014 – Steppeulven
- 2015 – Pyromanen
- 2017 – All inclusive